# Трушкин, Сергей Фёдорович
Сергей Фёдорович Трушкин — советский хозяйственный и государственный деятель, Герой Социалистического Труда.

## Биография
Родился в 1923 году в деревне Мирошки. Член КПСС.
Участник Великой Отечественной войны, сапёр 599-го осб 312-й сд, связист 141-го гв. амп 8-й гв. армии.
В 1950—1983 — слесарь Московского завода точных измерительных приборов «Тизприбор» Министерства приборостроения, средств автоматизации и систем управления СССР.
Указом Президиума Верховного Совета СССР от 20 апреля 1971 года присвоено звание Героя Социалистического Труда с вручением ордена Ленина и золотой медали «Серп и Молот».
Делегат XXIV и XXVI съездов КПСС.
Умер в марте 1999 года в Москве. Похоронен на Ново-Люберецком кладбище города Люберцы.

## Награды и звания
- Герой Социалистического Труда (20.04.1971)
- Орден Ленина (20.04.1971)
- Орден Отечественной войны I степени (11.03.1985)
- Орден Красной Звезды (14.06.1945)
- Орден Славы III степени (20.12.1944)